# Wolof (folkeslag)
Wolof-folket er en vestafrikansk etnisk gruppe, der findes i det nordvestlige Senegal, Gambia og de sydvestlige kystområder i Mauritanien. I Senegal er wolof-folket den største etniske gruppe (~39%), mens de andre steder er en minoritet. De henviser til sig selv som Wolof og taler sproget wolof – en vestatlantisk gren af Niger-Congo-familien af sprog.
Deres tidlige historie er uklar, og kendes hovedsageligt fra mundtlig overlevering, som forbinder dem til Almoraviderne. Den tidligste dokumenterede benævnelse af wolof-folket findes blandt dokumenter fra den italienske, portugisisk-finansierede rejsende Alvise Cadamosto, som nævnte veletablerede islamiske wolof-høvdinge, der blev rådgivet af muslimske rådgivere og gejstlige. Wolof-folket tilhørte det middelalderlige Wolof-rige i Senegambia-regionen.
Der kendes intet til Wolof-folkets præ-islamiske religiøse traditioner, og den mundtlige overlevering beskriver dem som tilhørende islam siden Kongeriget Wolof blev grundlagt. Der er dog efterladt historiske beviser af islamiske lærde og europæiske rejsende, som antyder at Wolof-krigere og herskere ikke konverterede til islam, men dog accepterede og benyttede sig af muslimske gejstlige som rådgivere og administratorer. I og efter det 18. århundrede blev Wolof-folket ramt af de voldsomme jihader i Vestafrika, hvilket udløste interne uenigheder blandt Wolofer om islam. I det 19. århundrede, da de koloniale franske tropper erklærede krig mod Wolof-kongedømmerne, modsatte Wolof-folket sig de franske og konverterede til islam. Nuværende Wolofer er hovedsageligt sufi-muslimer der tilhører de islamiske broderskaber Mourid og Tijaniyyah.
Ligesom mange vestafrikanske etniske grupperinger har wolof-folket historisk vedligeholdt en rigid, endogam social stratificering, der omfattede adlen, gestligheden, kaster og slaver. Woloferne var tæt på de franske koloniale herskere, blev integrerede i koloniernes administration og har domineret senegalesisk kultur og økonomi siden landets uafhængighed. De omtales også som Chelofes, Galofes, Lolof, Jolof, Olof, Volof, Wolluf og Yolof.